# Línea 222 (Interurbanos Madrid)
La línea 222 de la red de autobuses interurbanos de Madrid une la terminal subterránea de autobuses de Avenida de América con Meco.

## Características
Esta línea une Madrid y Meco en aproximadamente 1 hora a través de la A-2.
Sólo funciona de lunes a viernes laborables, los sábados laborables, domingos y festivos es necesario combinar la línea 223 hasta Alcalá de Henares y la línea 250 hasta Meco. Es la línea con menor frecuencia en días laborables de todas las que operan en Avenida de América.
La línea tiene un carácter fuertemente directo, ya que no realiza parada ni en Torrejón de Ardoz ni Alcalá de Henares, poblaciones ya cubiertas por las líneas 224, 224A, 226 y 223, 227, 229 respectivamente.
Algunas expediciones no prestan servicio a Meco sino que llegan hasta la finca El Encín en el borde de la Comunidad de Madrid aunque en el término municipal de Alcalá de Henares y la corona tarifaria C1, algunas de esas expediciones además atraviesan o parten desde la Vía Complutense de Alcalá de Henares.
Fue reordenada el 17 de mayo de 2016, coincidiendo con la supresión de la línea urbana 1, prolongando así su recorrido hasta la Estación de Meco.
Entre el 25 de mayo de 2022 y el 28 de julio de 2023 se puso en marcha un recorrido para atender a las necesidades de los ciudadanos desplazados por la guerra de Ucrania, circulando entre Alcalá de Henares y El Encín, con parada en los centros comerciales de la ciudad: La Dehesa y Quadernillos.
Siguiendo la numeración de líneas del CRTM, las líneas que circulan por el corredor 2 son aquellas que dan servicio a los municipios situados en torno a la A-2 y comienzan con un 2. Aquellas numeradas dentro de la decena 220 corresponden a aquellas que circulan por Torrejón de Ardoz y Alcalá de Henares. Particularmente, los números impares en la decena 220 circulan por Alcalá de Henares y los números pares lo hacen por Torrejón de Ardoz. En este caso la línea 222 es la única que llega a Meco y no cumple esta numeración.
La línea mantiene los mismos horarios todo el año (exceptuando las vísperas de festivo y festivos de Navidad), circulando solamente de lunes a viernes laborables, tan sólo se eliminan los refuerzos lectivos hasta El Encín realizándose con un único servicio en vez de dos, un cambio invisible a los ciudadanos de Meco.
Está operada por la empresa ALSA mediante la concesión administrativa VCM-202 - Madrid - Torrejón de Ardoz - Alcalá de Henares - Meco (Viajeros Comunidad de Madrid) del Consorcio Regional de Transportes de Madrid.
1. ↑  «La línea de autobús urbana de Meco deja de prestarse». madridmobilite.com. 20 de mayo de 2016. Consultado el 17 de febrero de 2024.

### Sublíneas
Aquí se recogen todas las distintas sublíneas que ha tenido la línea 222, incluyendo aquellas dadas de baja.
- Número de línea (222)
- Sentido de circulación (1 ida, 2 vuelta)
- Número de sublínea

Por ejemplo, la sublínea 222101 corresponde a la línea 222, sentido 1 (ida) y el número 01 de numeración de sublíneas creadas hasta la fecha.
| Ida    | Ruta | Itinerario                            | Vuelta | Ruta | Itinerario                               |
| 222101 | -    | Madrid - Meco                         | 222201 | -    | Meco - Madrid                            |
| 222102 | ae   | Alcalá - El Encín                     | 222202 | ae   | El Encín - Alcalá                        |
| 222103 | e    | Madrid - El Encín                     | 222203 | e    | El Encín - Madrid                        |
| 222104 | epa  | Madrid - El Encín, por Alcalá         | 222204 | epa  | El Encín - Madrid, por Alcalá            |
| 222105 | ae1  | Alcalá - El Encín, por C.C. La Dehesa | 222205 | ae1  | El Encín - Alcalá, por C.C. Quadernillos |

## Horarios
| Lunes a viernes laborables |               |
| Madrid > Meco              | Meco > Madrid |
| 07:05                      | 05:45         |
| 07:40                      | 06:15         |
| 07:40                      | 07:00         |
| 07:45                      | 08:00         |
| 09:15                      | 10:00         |
| 11:05                      | 12:00         |
| 13:05                      | 14:00         |
| 15:05                      | 15:00         |
| 17:05                      | 15:00         |
| 19:05                      | 15:00         |
| 21:30                      | 15:00         |
|                            | 16:00         |
| 18:00                      |               |
| 20:00                      |               |

1. 1 2  Hasta/desde El Encín, por Alcalá de Henares
2. 1 2  Excepto días lectivos
3. 1 2  Hasta/desde El Encín
4. 1 2 3 4  Sólo días lectivos
5. 1 2  Hasta/desde Alcalá de Henares y hasta/desde El Encín

## Recorrido y paradas

### Sentido Meco
| Código | Zona | Localidad         | Denominación                                     | Ubicación                        | Líneas de la parada                                                     | Metro / Cercanías  |
| ------ | ---- | ----------------- | ------------------------------------------------ | -------------------------------- | ----------------------------------------------------------------------- | ------------------ |
| 12477B |      | Madrid            | Intercambiador de Avenida de América - Dársena 2 | Avenida de América Nº13          | 222 226                                                                 | Avenida de América |
| 1284   |      | Madrid            | Avenida de América - Calle de Arturo Soria       | A-2 km. 5,4                      | 115 200 N4 222 223 224 224A 226 227 229 281 282 283 284 N202 VAC-243    |                    |
| 5617   |      | Madrid            | Canillejas                                       | Calle de Josefa Valcárcel Nº152  | 165 200 N4 222 223 224 224A 226 227 229 261281 282 283 284 N202 VAC-243 | Canillejas         |
| 07205  |      | Madrid            | Carretera A-2 - Polígono Industrial Las Mercedes | Avenida de Aragón Nº328          | 88 222 223 224 224A 226 227 229 281 282 283 284 N202 VAC-243            |                    |
| 07207  |      | Madrid            | Carretera A-2 - Colonia Fin de Semana            | Avenida de Aragón Nº374          | 222 223 224 224A 226 227 229 281 282 283 284 N202 VAC-243               |                    |
| 07208  |      | Madrid            | Carretera A-2 - Hotel                            | Avenida de Aragón Nº400          | 88 222 223 224 224A 226 227 229 281 282 283 284 N202 VAC-243            |                    |
| 07209  |      | Madrid            | Carretera A-2 - Pegaso City                      | Avenida de Aragón km. 14,1       | 88 222 223 224 224A 226 227 229 281 282 283 284 N202 VAC-243            |                    |
| 07076  |      | Alcalá de Henares | Carretera M-121 - Cruce Prisión de Alcalá Meco   | Carretera de Meco km. 2,1        | 222 250 N202                                                            |                    |
| 20227  |      | Meco              | Avenida de la Unión Europea - Calle de Lituania  | Avenida de la Unión Europea Nº34 | 222 250 N202                                                            |                    |
| 20226  |      | Meco              | Calle Grecia - Paseo de Maastricht               | Calle Grecia Nº5                 | 222 250 N202                                                            |                    |
| 11767  |      | Meco              | Avenida del Olivo - Calle de la Cabeza de Hierro | Avenida del Olivo Nº1D           | 222 250 N202                                                            |                    |
| 11774  |      | Meco              | Avenida del Olivo - Calle Somosierra             | Avenida del Olivo Nº18           | 222 250 N202                                                            |                    |
| 11782  |      | Meco              | Avenida del Olivo - Calle Cotos                  | Avenida del Olivo Nº2            | 222 250 N202                                                            |                    |
| 06536  |      | Meco              | Avenida del Olivo - Avenida de la Luz            | Avenida del Olivo Nº2            | 222 250 N202                                                            |                    |
| 11786  |      | Meco              | Carretera de la Estación - Estación de Meco      | Travesía de la Calera Nº1        | 222                                                                     | Meco               |

1. ↑  A efectos de nomenclatura, para las líneas de la EMT esta parada se llama Puente de la CEA
2. 1 2 3 4 5 6 7  Sólo permite la subida de viajeros
3. ↑  A efectos de nomenclatura, para las líneas de la EMT esta parada se llama Avenida de Aragón - Calle de Campezo
4. ↑  A efectos de nomenclatura, para las líneas de la EMT esta parada se llama Avenida de Aragón - Calle del Ingeniero Torres Quevedo
5. ↑  A efectos de nomenclatura, para las líneas de la EMT esta parada se llama Avenida de Aragón - Parque Empresarial Pegaso

### Sentido Madrid (Avenida de América)
| Código | Zona | Localidad               | Denominación                                    | Ubicación                        | Líneas de la parada                                                  | Metro / Cercanías  |
| ------ | ---- | ----------------------- | ----------------------------------------------- | -------------------------------- | -------------------------------------------------------------------- | ------------------ |
| 11786  |      | Meco                    | Carretera de la Estación - Estación de Meco     | Travesía de la Calera Nº1        | 222                                                                  | Meco               |
| 06537  |      | Meco                    | Avenida del Olivo - Avenida de la Luz           | Avenida del Olivo Nº2            | 222 250 N202                                                         |                    |
| 11783  |      | Meco                    | Avenida del Olivo - Paseo del Sol               | Avenida del Olivo Nº2            | 222 250 N202                                                         |                    |
| 11781  |      | Meco                    | Avenida del Olivo - Calle del Pinar             | Avenida del Olivo Nº20           | 222 250 N202                                                         |                    |
| 11766  |      | Meco                    | Avenida del Olivo - Calle de Pablo Picasso      | Avenida del Olivo Nº1D           | 222 250 N202                                                         |                    |
| 20225  |      | Meco                    | Calle Grecia - Calle Chipre                     | Calle Grecia Nº1                 | 222 250 N202                                                         |                    |
| 20228  |      | Meco                    | Avenida de la Unión Europea - Calle de Lituania | Avenida de la Unión Europea Nº34 | 222 250 N202                                                         |                    |
| 07075  |      | Alcalá de Henares       | Carretera M-121 - Cruce Prisión de Alcalá Meco  | Carretera de Meco km. 2,2        | 222 250 N202                                                         |                    |
| 07239  |      | San Fernando de Henares | Carretera A-2 - Parque Empresarial San Fernando | Carretera de INTA Nº200          | 222 223 224 224A 226 227 229 N202 VAC-243                            |                    |
| 07299  |      | Madrid                  | Carretera A-2 - Pegaso City                     | Avenida de Aragón km. 14         | 222 223 224 224A 226 227 229 281 282 283 284 N202 VAC-243            |                    |
| 07300  |      | Madrid                  | Carretera A-2 - Hotel                           | Avenida de Aragón km. 13,3       | 222 223 224 224A 226 227 229 281 282 283 284 N202 VAC-243            |                    |
| 07301  |      | Madrid                  | Carretera A-2 - Colonia Fin de Semana           | Avenida de Aragón S/N.º          | 222 223 224 224A 226 227 229 281 282 283 284 N202 VAC-243            |                    |
| 07302  |      | Madrid                  | Carretera A-2 - Barrio del Aeropuerto           | Calle de Salinas de Rosío Nº37   | 222 223 224 224A 226 227 229 281 282 283 284 N202 VAC-243            |                    |
| 07312  |      | Madrid                  | Carretera A-2 - Instituto                       | Avenida de Aragón km. 10         | 222 223 224 224A 226 227 229 281 282 283 284 N202 VAC-243            |                    |
| 07313  |      | Madrid                  | Avenida de América - Canillejas                 | Avenida de Logroño Nº4           | 222 223 224 224A 226 227 229 261281 282 283 284 N202 VAC-243         | Canillejas         |
| 1287   |      | Madrid                  | Avenida de América - Parque Conde de Orgaz      | Avenida de América km. 6,4       | 115 222 223 224 224A 226 227 229 282 283 N202 VAC-243                |                    |
| 1285   |      | Madrid                  | Avenida de América - Calle de Arturo Soria      | Avenida de América km. 6,4       | 115 200 222 223 224 224A 226 227 229 261281 282 283 284 N202 VAC-243 |                    |
| 1283   |      | Madrid                  | Avenida de América - Parque de las Avenidas     | Avenida de América Nº54          | 114 115 N4 222 223 224 224A 226 227 229 281 282 283 284 N202 VAC-243 |                    |
| 4770   |      | Madrid                  | Avenida de América - Hotel                      | Avenida de América Nº41          | 114 115 122 222223224224A226227229281282283284VAC-243                |                    |
| 12477  |      | Madrid                  | Intercambiador de Avenida de América            | Avenida de América Nº13          | Descenso en las dársenas 8 y 9                                       | Avenida de América |

1. 1 2 3 4 5 6 7 8 9 10 11 12 13 14 15 16 17 18 19 20 21 22 23 24 25  Sólo permite el descenso de viajeros
2. ↑  A efectos de nomenclatura, para las líneas de la EMT esta parada se llama Puente de la CEA
3. ↑  A efectos de nomenclatura, para las líneas de la EMT esta parada se llama Avenida de América - Calle del Corazón de María

### Servicios hasta El Encín
| Código                                                                                 | Zona | Localidad         | Denominación                                     | Ubicación                       | Líneas de la parada                                                     | Metro              |
| -------------------------------------------------------------------------------------- | ---- | ----------------- | ------------------------------------------------ | ------------------------------- | ----------------------------------------------------------------------- | ------------------ |
| 12477B                                                                                 |      | Madrid            | Intercambiador de Avenida de América - Dársena 2 | Avenida de América Nº13         | 222 226                                                                 | Avenida de América |
| 1284                                                                                   |      | Madrid            | Avenida de América - Calle de Arturo Soria       | A-2 km. 5,4                     | 115 200 N4 222 223 224 224A 226 227 229 281 282 283 284 N202 VAC-243    |                    |
| 5617                                                                                   |      | Madrid            | Canillejas                                       | Calle de Josefa Valcárcel Nº152 | 115 200 N4 222 223 224 224A 226 227 229 261281 282 283 284 N202 VAC-243 | Canillejas         |
| Los servicios con paso o comienzo en Alcalá de Henares realizan las siguientes paradas |      |                   |                                                  |                                 |                                                                         |                    |
| 07217                                                                                  |      | Alcalá de Henares | Avenida de Madrid - Plaza Puerta de Madrid       | Avenida de Madrid Nº28          | 222 223 824 N202                                                        |                    |
| 12243                                                                                  |      | Alcalá de Henares | Calle Vía Complutense - Calle de Brihuega        | Calle Vía Complutense Nº40      | 222 824 N202 10 11                                                      |                    |
| Paradas del itinerario normal                                                          |      |                   |                                                  |                                 |                                                                         |                    |
| 19314                                                                                  |      | Alcalá de Henares | El Encín - Centro de Investigación               | N-2 km. 38,2                    | 222                                                                     |                    |

1. ↑  A efectos de nomenclatura, para las líneas de la EMT esta parada se llama Puente de la CEA
2. 1 2 3  Sólo permite la subida de viajeros

### Servicios desde El Encín
| Código                                                                         | Zona | Localidad         | Denominación                               | Ubicación                  | Líneas de la parada                                                  | Metro              |
| ------------------------------------------------------------------------------ | ---- | ----------------- | ------------------------------------------ | -------------------------- | -------------------------------------------------------------------- | ------------------ |
| 19314                                                                          |      | Alcalá de Henares | El Encín - Centro de Investigación         | N-2 km. 38,2               | 222                                                                  |                    |
| 19313                                                                          |      | Alcalá de Henares | El Encín - Laboratorio                     | N-2 km. 38,2               | 222                                                                  |                    |
| Los servicios con paso o fin en Alcalá de Henares realizan la siguiente parada |      |                   |                                            |                            |                                                                      |                    |
| 12242                                                                          |      | Alcalá de Henares | Calle Vía Complutense - Calle de Brihuega  | Calle Vía Complutense Nº47 | 222 824 10 11                                                        |                    |
| Paradas del itinerario normal                                                  |      |                   |                                            |                            |                                                                      |                    |
| 07313                                                                          |      | Madrid            | Avenida de América - Canillejas            | Avenida de Logroño Nº4     | 222 223 224 224A 226 227 229 261281 282 283 284 N202 VAC-243         | Canillejas         |
| 1285                                                                           |      | Madrid            | Avenida de América - Calle de Arturo Soria | Avenida de América km. 6,4 | 115 200 222 223 224 224A 226 227 229 261281 282 283 284 N202 VAC-243 |                    |
| 12477                                                                          |      | Madrid            | Intercambiador de Avenida de América       | Avenida de América Nº13    | Descenso en las dársenas 8 y 9                                       | Avenida de América |

1. 1 2 3 4  Sólo permite el descenso de viajeros
2. ↑  A efectos de nomenclatura, para las líneas de la EMT esta parada se llama Puente de la CEA

## Galería de imágenes

Mapa de la distribución de dársenas del intercambiador de Avenida de América con la distribución de cabeceras de las líneas de autobuses, entre las que aparece la línea 222.